# Intel-Cannon-Lake-Mikroarchitektur
Cannon Lake ist eine Prozessor-Mikroarchitektur des Chipherstellers Intel, die im Jahr 2018 mit dem Core i3-8121U veröffentlicht wurde. Cannon Lake-Prozessoren sind Prozessoren, die bei Intel erstmals in einem 10-nm-Prozess hergestellt werden. Dieser neue Fertigungsprozess bereitet Intel allerdings große Probleme, die im Jahr 2012 für Ende 2015 vorgesehene Produktion wurde auf 2018 verschoben. Zuerst sollten nur U- und Y-Mobilprozessoren mit Cannon-Lake-Architektur erscheinen.
Der Core-i3 8121U war der einzige Prozessor der abgekündigten Cannon-Lake-Generation.

## Geschichte
Am 16. Mai 2018 wurde mit dem Intel Core i3-8121U das bisher einzige Modell kommentarlos in der Produktdatenbank gelistet, nachdem noch zur IDF 2013 in San Francisco das Jahr 2015 als Erscheinungsdatum für die 10-nm-Technologieknoten publiziert wurde. Bei Präsentationen auf der Computex 2019 wurde Cannon Lake bis auf einer Folie, die ihn deutlich deklassiert, allerdings nicht mehr erwähnt. Es gibt bei Intel keine Website über die Prozessoren der Cannon Lake-Generation. Es wird kein „Recommended Customer Price“ angegeben, was sonst bei Launch oder kurz danach geschieht. Ende Oktober 2019 wurden von Intel sämtliche Produkte mit dieser Lötsockel-CPU zum 31. Dezember abgekündigt.
| Modell         | Architektur | Technologie | Core/ Threads | Cache | TDP  | Basis-/ Turbotakt | PCIe- Lanes | Grafikeinheit vorhanden |
| -------------- | ----------- | ----------- | ------------- | ----- | ---- | ----------------- | ----------- | ----------------------- |
| Core i7-1065G7 | Ice Lake    | 10 nm       | 4 / 8         | 8 MB  | 15 W | 1,3 / 3,9 GHz     | 0??         | Ja                      |
| Core i3-1005G1 | Ice Lake    | 10 nm       | 2 / 4         | 4 MB  | 15 W | 1,2 / 3,4 GHz     | 0??         | Ja                      |
| Core-i3 8121U  | Cannon Lake | 10 nm       | 2 / 4         | 4 MB  | 15 W | 2,2 / 3,2 GHz     | 016         | Nein                    |
| Core-i5 8250U  | Kaby Lake-R | 14 nm       | 4 / 8         | 6 MB  | 15 W | 1,6 / 3,4 GHz     | 012         | Ja                      |
| Core-i3 8130U  | Kaby Lake-R | 14 nm       | 2 / 4         | 4 MB  | 15 W | 2,2 / 3,4 GHz     | 012         | Ja                      |
| Core-i7 7600U  | Kaby Lake   | 14 nm       | 2 / 4         | 4 MB  | 15 W | 2,8 / 3,9 GHz     | 012         | Ja                      |

## Neue Funktionen
CPU:
- Befehlssatzerweiterung AVX-512 (bestätigt)[9]
- Unterstützung der Schlafzustände C10 und S0ix (unbestätigt)